# اندیس سنگ تزئینی (مرمریت گوهره خرم‌آباد) نرگسه
سنگ تزئینی (مرمریت گوهره شهرستان چگنی) نرگسه یک اندیس مصالح ساختمانی است که در حوالی شهرستان چگنی استان لرستان قرار دارد و مادهٔ معدنی موجود در آن، سنگ تزئینی است. سنگ میزبان این اندیس سنگ آهک دولومیتی است و دیرینگی آن به دوران الیگومیوسن می‌رسد.
سنگ لایمستون که بلوری شدن آن کمتر از مرمریت می باشد ولی در اسطلاح به مرمریت معرف می باشد که بزرگترین معدن آن نرگسه -دربچاه می باشد.